# Pierre Joseph de Beauchamp
Pour les articles homonymes, voir de Beauchamp.
Pierre Joseph de Beauchamp, né le 28 juin 1752 à Vesoul et décédé le 18 novembre 1801 à Nice, est un religieux cistercien, diplomate et astronome français.

## Biographie
Fils de Charles-François-Xavier Beauchamp, avocat en parlement, conseiller de ville à Vesoul et maire de Vesoul de 1754 à 1756, Beauchamp entra dès l’âge de seize ans dans l’ordre des Bernardins, lequel comptait neuf couvents en Franche-Comté. S’étant rendu peu de temps après à Paris, il suivit, au Collège de France, les leçons d’astronomie du célèbre professeur Lalande, et devint l’objet de ses soins particuliers, qui avait remarqué en lui les plus heureuses dispositions. Lorsque son oncle Miroudot du Bourg, nommé consul de France et évêque à Babylone, partit pour l’Asie, en 1781, Beauchamp le suivit en qualité de grand-vicaire, pour Alep. Lorsque, malade, Miroudot renonça à se rendre à Bagdad et retourna en France au printemps 1782, laissant la responsabilité de l’évêché à son neveu, ce dernier gagne Bagdad, en octobre 1782, avec la caravane du consul Jean-François Rousseau et en compagnie du botaniste André Michaux. Après une expédition en Perse et un séjour de dix ans dans ces contrées, il fit d’importantes observations astronomiques, qui furent insérées dans le Journal des Savants, il rentra en France en 1790.
De retour en France au commencement de la  Révolution, il vécut au sein de sa famille jusqu’au moment où le gouvernement le nomma consul à Mascate, le 3 mars 1795. Il part pour sa destination en l’an IV, séjourna quelque temps à Venise, se rendit à Constantinople, et de là sur les bords de la mer Noire mais, à cette époque avait lieu l’expédition d’Égypte et, au moment de partir pour son consulat, Bonaparte l’appela au Caire.  Nommé membre de l’Institut d’Égypte le 7 septembre 1798, il est adjoint à la section de physique lors de la troisième séance de cet institut. Celui-ci demeura quelques mois en Égypte où il eut de fréquentes conférences avec le général en chef. Il enrichit les Mémoires de l’Institut du Caire de notices très savantes sur Constantinople. Peu après, il est chargé par Bonaparte d’une mission conciliatrice avec la Porte. À peine avait-il quitté le port d’Alexandrie, le 13 février 1799, que son navire est capturé en mer par les Anglais et livré aux Turcs comme espion. Ces derniers ayant déclaré la guerre à la France, il fut emprisonné avec le chargé d’affaires à Constantinople, ainsi que tout le personnel de l’ambassade, aux Sept Tours. Après avoir éprouvé, pendant trois ans, les rigueurs de la plus dure captivité, la liberté venait de lui être enfin rendue et Bonaparte l’avait nommé commissaire général des relations commerciales à Lisbonne, lorsque la mort le surprit à Nice, au moment de rentrer dans son pays et d’y recevoir la nouvelle et haute mission qui l’attendait.
La plupart de ses mémoires ont été insérés dans le Journal des Savants des années 1784, 1785, 1787 et 1790; dans les Mémoires de l’Académie des sciences de 1787, et dans le Journal du baron de Zach. On en trouvera le catalogue exact dans la Bibliographie astronomique de Lalande. Lalande lui a consacré une notice dans le Moniteur.
Gravure du Pierre Joseph de Beauchamp, physionotrace de Guenedey et Peter Paul Westermayeur, 7 x 6 cm à Gray, musée Baron-Martin.